# フリオ・デ・カロ
フリオ・デ・カロ（Julio De Caro, 1899年12月11日 -1980年5月11日 ）は、フリオ・デ・カロ楽団代表でタンゴの作曲家でありバイオリニストである。デ・カロ（De Caro） が姓である。

## 人物

### ヴァイオリン奏者時代
クラシック音楽院の教授の家で生まれ、バイオリンを習得する。1916年に、エドゥアルド・アローラス楽団に入団し、デビューを果たす。その後、オスバルド・フレセド楽団を経て、ファン・カルロス・コビアン楽団に入団する。この楽団のバンドネオン奏者は、有名なペドロ・マフィアである。

### 六重奏時代
1924年に、代表兼ピアニストのファン・カルロス・ゴビアンがニューヨークに移住してしまったファン・カルロス・ゴビアン楽団を引き継ぎメンバーが入れ替わり、フリオ・デ・カロ六重奏団となる。この楽団の貢献は、タンゴで「編曲」を重視し、大胆な編曲によりその楽団の個性を発揮させるという、タンゴ音楽の特性を確立させたこととされている。ペドロ・マフィアは1926年に退団するが、ペドロ・ラウレンスという有名なバンドネオン奏者を揃え、フリオ・デ・カロ楽団は、一斉を風靡する。

### 六重奏時代以後
1930年代に、アルゼンチンでもジャズがはやり、フリオ・デ・カロ楽団もドラムや木管楽器などを導入した『オルケスタ・メロディカ・インテルナシオナル』　(Orquesta Melódica Internacional) という編成で、スウィング・ジャズ風のアレンジも行うという画期的な演奏を行うが、聴衆の支持を得るまでにはいたらなかった。より新しい演奏を目指すという姿勢は、後に高く評価され、オラシオ・サルガンやアストル・ピアソラの先駆者としている表現も目にする。
1954年に引退したフリオ・デ・カロも、タンゴ界で『デカリスモ』 (decarismo) すなわち、「デ・カロ的なもの」という言葉を残す。デ・カロの引退後は踊れるタンゴではなく耳で聴くだけのタンゴが主流となってしまったが、踊れるタンゴとしての性能をまったく失うことなく作編曲にこれだけの発明を施した例はデ・カロ以前にも以後にも表れていない。

## 音源
SP時代にもかかわらず、大量に残されている。

## 主要作品
フリオ・デ・カロ作曲
- Boedo － ボエド
- Todo corazón － トド・コラソン
- Guardia vieja － グアルディア・ビエハ
- Orgullo criollo － オルグージョ・クリオージョ